# 定南县
定南县在中国江西省南部、东江支流定南水上游，是赣州市所辖的一个县，地處江西省南部邊陲，客家人聚居地之一，縣政府駐歷市鎮。

## 历史沿革
明置定南县，清改定南厅，1912年复改定南县。

## 行政区划
定南县下辖7个镇：
历市镇、岿美山镇、老城镇、天九镇、龙塘镇、岭北镇、鹅公镇和定南县工业园。

## 人口
根據第七次人口普查數據，截至2020年11月1日零時，定南縣市常住人口為209914人。

## 地理
定南地形以丘陵和中低山为主。地势东、西、北部高，中南部稍低。
定南地处九连山脉中段主支脉，1000米以上高峰4座（大山坳主峰1072米、次峰1066米，鸡笼嶂1026.9米，登高栋1062.6米）。
定南的河流可分为赣江与东江两大水系。

## 交通
- 赣粤高速公路
- 京九铁路
- 贛深客運專線
- 238国道、 358国道。

## 风景名胜
- 云台山
- 神仙岭

## 图集

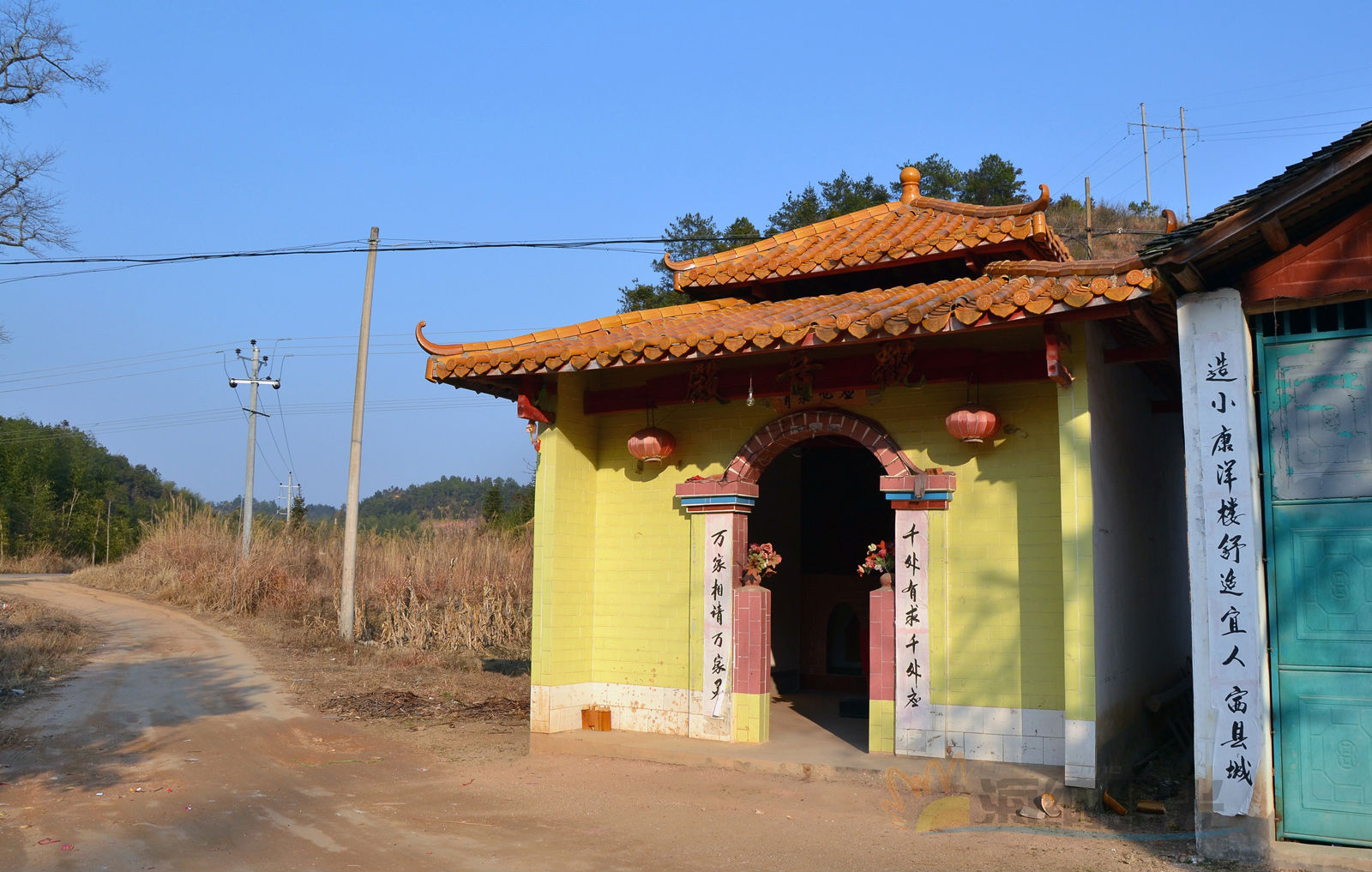
枧下
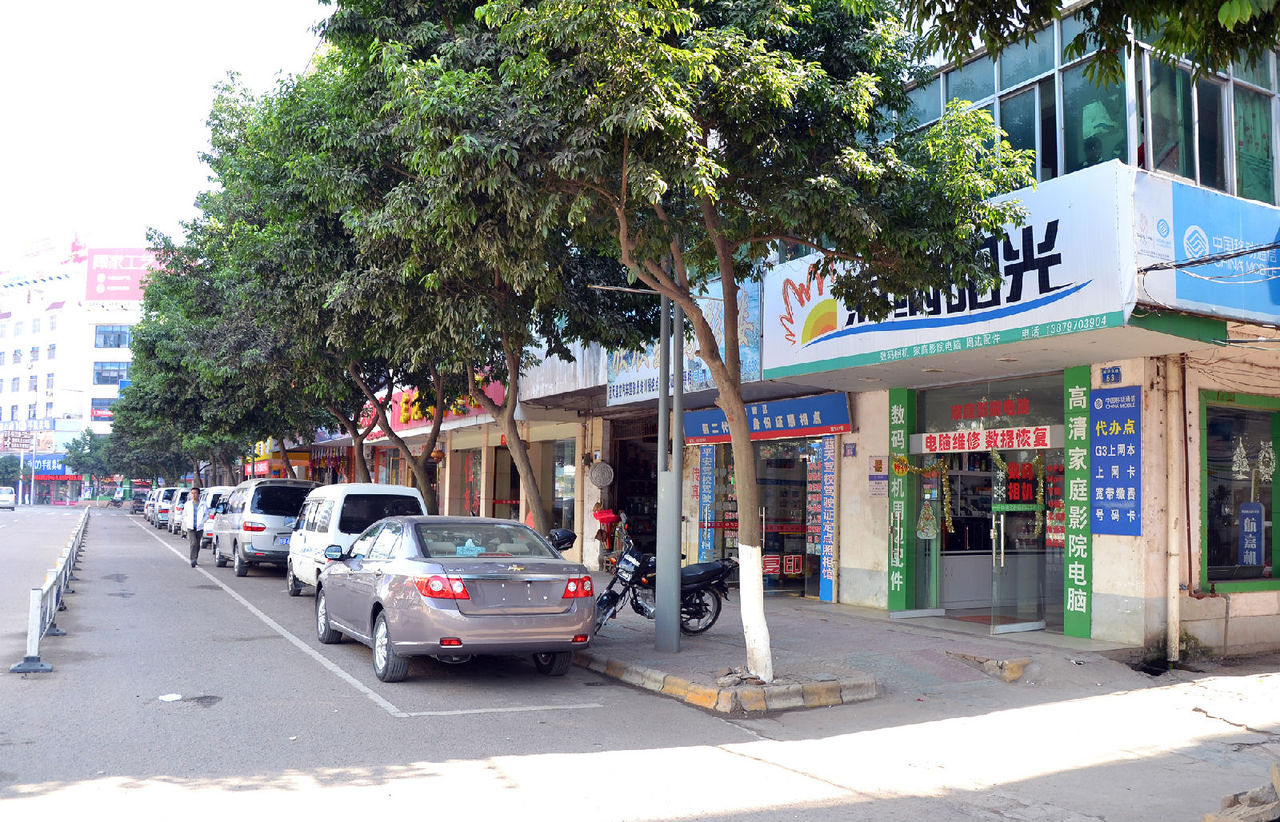
街景